# Kościół Matki Bożej z Pilar w Valletcie
Kościół Matki Bożej z Pilar (malt. Il-Knisja tal-Madonna Tal-Pilar, ang. Church of Our Lady of Pilar) – rzymskokatolicki kościół w Valletcie, stolicy Malty.

Stoi przy Triq il-Punent (West Street), pomiędzy Misraħ Indipendenza (Independence Square) i Triq San Kristofru (St. Christopher's Street). Sąsiaduje z Zajazdem Aragońskim.

## Historia
Kościół zbudowany został przez rycerzy języka Aragonii, których auberge z nim sąsiaduje. Kamień węgielny pod budowę kościoła położono 28 kwietnia 1674 roku za panowania wielkiego mistrza Nicolasa Cottonera. Fundatorem kościoła był wieloletni zarządca zajazdu Aragońskiego, bailif de Gaspe, Fra Felix Inniquez de Ayerbe.
11 stycznia 1693 w czasie silnego trzęsienia ziemi, które nawiedziło Maltę, świątynia została poważnie zniszczona, a kopuła uległa zawaleniu. W 1718 język Aragonii zatrudnił architekta Romano Carapecchię do zaprojektowania i poprowadzenia budowy nowego kościoła. Rycerze byli pod wrażeniem jego dotychczasowych projektów, więc nie mieli oporów przed przemodelowaniem przez Carapecchię starego kościoła. Całe przedsięwzięcie sfinansował wielki mistrz Ramon Perellos y Roccaful oraz bailif Majorki, Fra Raimondo de Soler.
Kościół Matki Bożej z Pilar stoi dokładnie naprzeciw domu, w którym 12 lutego 1880 urodził się św. Ġorġ Preca, pierwszy w historii maltański święty Kościoła katolickiego.
Po wyjściu Zakonu św. Jana z Malty w 1798 kościół służył duchowym potrzebom lokalnej ludności. Gruntownie odnowiony w 1864. W 1866 Mons. Francesco  Spiteri  Agius  (1824-1887) założył w kościele Instituto Catechistico – instytut nauczania doktryny chrześcijańskiej dla dziewcząt. Ostatecznie w 1893 świątynia została udostępniona Siostrom Franciszkankom, które prowadziły tutaj małą szkołę, a 1 listopada 2007 została przekazana pod nadzór Heritage Malta w celu udostępnienia zwiedzającym. W latach 1989–1991 w ramach Valletta Rehabilitation Project przeprowadzono szeroko zakrojony program renowacji wnętrza. Na prace wydano 30 000 MTL. Kościół został ponownie udostępniony 8 grudnia 1991.
W czasie siedmiu miesięcy 2018 firma AX Construction przeprowadziła renowację fasady kościoła, jego bocznych elewacji, wewnętrznej części nawy głównej, oraz wnętrza i elementów zewnętrznych kopuły.
W październiku 2020, w ramach projektu wartego 700 000 euro i obejmującego również bazylikę Karmelitów i kościół św. Augustyna, ukończono instalowanie i uruchomiono nowoczesne oświetlenie kopuły kościoła Matki Bożej z Pilar. 

## Architektura

### Wygląd zewnętrzny
Wąska z powodu ograniczonej szerokości działki, barokowa fasada kościoła jest podzielona na dwie kondygnacje, z nałożonymi na siebie dwoma strukturami stylu kompozytowego. Środkowa część trójprzęsłowej elewacji wystaje lekko na zewnątrz. 

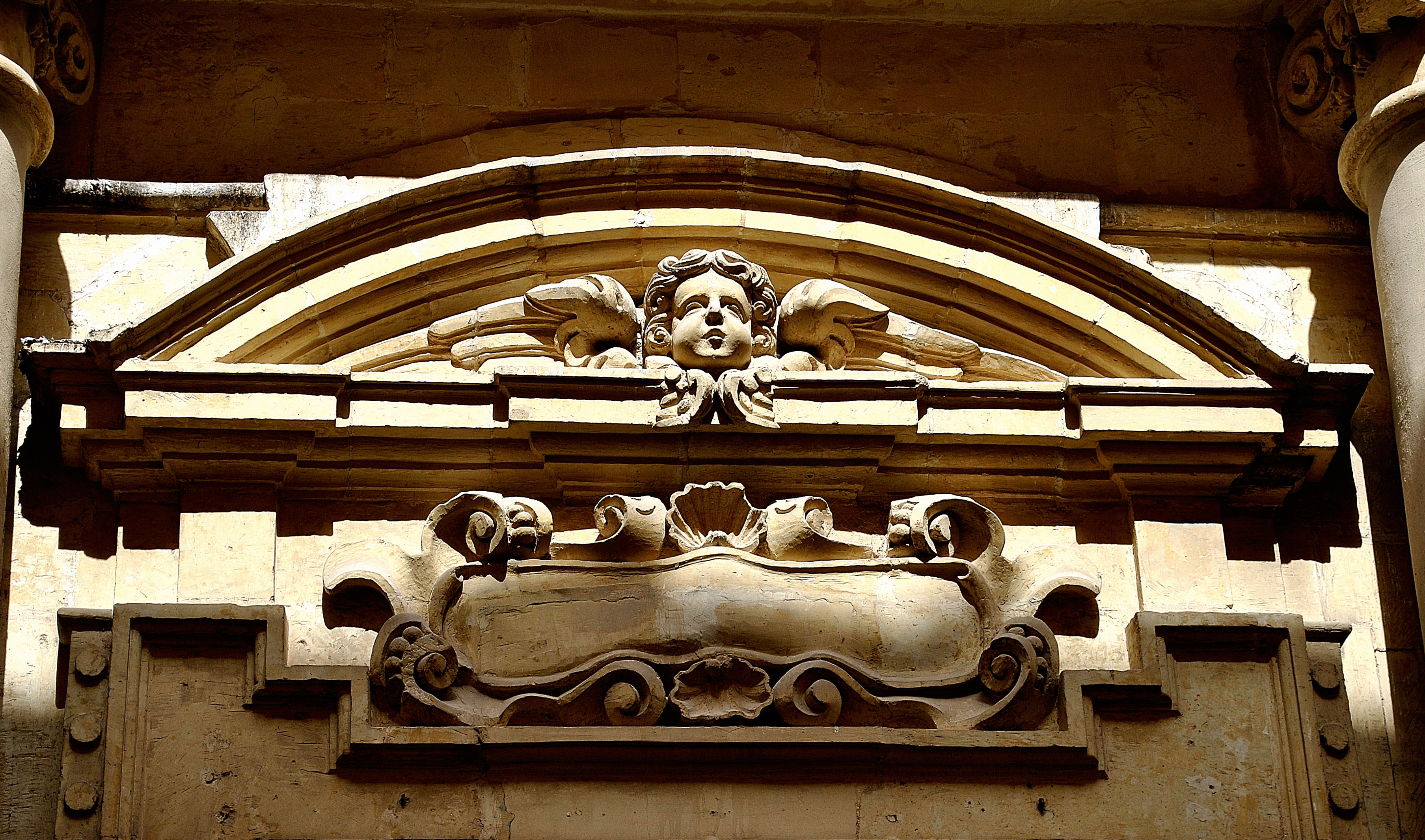
Zwieńczenie drzwi do kościoła

Uzyskana kompozycja wygląda na znacznie większą niż jest w rzeczywistości. W dolnej części, stojącej na wyrównującym cokole z powodu pochyłego poziomu ulicy, drzwi są flankowane przez dwie kolumny w porządku kompozytowym i zwieńczone belkowaniem i segmentowym frontonem. W bocznych przęsłach są dwie wydrążone wnęki i podwójne pilastry. To samo widać w górnej części, ale zamiast drzwi jest duże okno, pilastry są trochę smuklejsze, a fronton segmentowy bardziej spłaszczony. Ponad wszystkim na całej szerokości elewacji góruje trójkątny fronton. Na tamte czasy była to nowoczesna fasada, powoli kopiowana przez innych architektów maltańskich. Kościół nie ma dzwonnicy.

### Wnętrze
Kościół jest jednym z najbardziej eleganckich i najpiękniej ozdobionych małych kościołów w Valletcie. Carapecchia zaprojektował wnętrze z kwadratową nawą przy wejściu i sklepieniem kolebkowym z bocznymi oknami, która to nawa dalej otwiera się w ośmiokątną scentralizowaną przestrzeń z wysoką kopułą nad nią, by następnie zwęzić się w prostokątne prezbiterium przechodzące w półokrągłą apsydę z ołtarzem. Za tym ulokowana jest zakrystia, oraz korytarz, który prowadzi do niej wzdłuż bocznej elewacji od drzwi na lewo od fasady, pomiędzy tylną ścianą zajazdu Aragońskiego i kościołem. Prosta kopuła na wysokim bębnie spoczywa na ośmioboku, i w założeniu nie miała być widoczna z zewnątrz, mała szerokość ulicy przed kościołem to uniemożliwia.
 
Wnętrze jest ozdobione wspaniałymi rzeźbami, ale reredos za ołtarzem przewyższa wszystko. Po każdej stronie tego ostatniego znajduje się cokół z parą kolumn w stylu kompozytowym, które u dołu mają grupy aniołów, zaś pomiędzy kolumnami stoją posągi św. Jana Chrzciciela i św. Jakuba. Belkowanie na szczycie kolumn jest wypełnione rzeźbami, a pośrodku dwa anioły trzymają owalną ramę z obrazem Ojca Przedwiecznego. Po bokach znajdują się dwa naczółki, powyżej zaś koncha apsydy wypełniona aniołkami i kwiatową rzeźbą. Wszystko to jest pozłocone. Po bokach chóru kapłańskiego dwoje drzwi, a w bocznych wnękach pod kopułą dwa boczne ołtarze wzniesione w 1915 i 1920 przez ówczesnego rektora kościoła mons. Luigiego Farrugię, odpowiednio Najświętszego Serca Jezusa oraz Świętego Józefa. W ołtarzach, zamiast obrazów – figury tytularne. Na środku posadzki prezbiterium, pod ołtarzem posoborowym znajduje się marmurowa płyta nagrobna przykrywająca miejsce spoczynku fundatora kościoła Fra Felixa Inniqueza de Ayerby, zmarłego w 1690.

### Dzieła sztuki
We wnętrzu świątyni oprócz rzeźb znajduje się wiele prac artystów maltańskich. Tytularny obraz wykonał Stefano Erardi, jeden z czołowych artystów maltańskich końca XVII wieku; dzieło przedstawia Matkę Bożą stojącą na filarze (hiszp. pilar) w otoczeniu rzeszy aniołów, ukazującą się apostołowi Jakubowi Większemu, gdy modlił się nad brzegiem rzeki Ebro w Saragossie. Nad nim znajduje się, wspomniany wyżej owalny obraz Boga Ojca. Na kolebkowym dachu prezbiterium Gio Nicola Buhagiar namalował Koronację Matki Bożej na Królową Nieba i Ziemi. Była to darowizna wielkiego mistrza Ramona Perellosa, na co wskazuje jego herb po bokach malowidła. W nawie, nad bocznymi drzwiami znajdują się cztery duże obrazy przedstawiające epizody z życia Najświętszej Panienki, po lewej od wejścia Narodzenie Najświętszej Maryi Panny oraz Zwiastowanie Pańskie, po prawej zaś Zaślubiny Najświętszej Maryi Panny i Nawiedzenie św. Elżbiety.

Szczególnie interesujący jest cenny mały posąg wewnątrz niszy na lewo od wejścia: jest to pozłacany posąg Matki Bożej stojący na marmurowej kolumnie.

Wewnętrzna galeria organowa nad wejściem jest upiększona freskiem przedstawiającym powitanie bailifa Solera przez wielkiego mistrza Ramona Perellosa wraz z dostojnikami Zakonu. Te i inne freski o tematyce maryjnej zostały zamówione przez Perellosa w 1718.

W zakrystii przechowywanych jest więcej dzieł sztuki, m.in. starożytny obraz w stylu bizantyńskim Matka Boża z Dzieciątkiem, miedziany krucyfiks w stylu Guido Reniego oraz wykonana z czarnego drewna statuetka Matki Bożej z Pilar.

## Kościół dzisiaj
Kościół jest obecnie pod zarządem Malta Heritage.

## Święto patronalne
W Kościele katolickim wspomnienie liturgiczne Matki Bożej z Pilar obchodzone jest 12 października.

## Ochrona dziedzictwa kulturowego
Od 27 sierpnia 2012 kościół umieszczony jest na liście National Inventory of the Cultural Property of the Maltese Islands pod nr. 00551.